# Poesia (Raffaello)
Poesia è un affresco (diametro 180 cm) di Raffaello Sanzio, databile al 1508 e facente parte della decorazione della volta della Stanza della Segnatura nei Musei Vaticani.

## Storia
I quattro tondi della volta vengono di solito datati appena dopo i quattro riquadri. La Stanza della segnatura fu la prima ad essere decorata da Raffaello negli appartamenti vaticani. 

## Descrizione e stile
Su uno sfondo a finto mosaico dorato è rappresentata la personificazione della Poesia, seduta su uno scranno marmoreo con teste scolpite sui braccioli tra le nubi, con ai lati due putti che reggono tabelle biansate con iscrizioni: NUMINE AFFLATUR. Si tratta di una citazione dell'Eneide di Virgilio. Essa è coronata d'alloro e tiene in mano un libro e la lira, strumento da cui proviene la parola "lirica". È dotata inoltre di ali che tiene spiegate.
Esistono alcuni disegni preparatori per la sua figura: uno riferibile anche alla Teologia, nell'Ashmolean Museum di Oxford, e uno con già gli attributi in mano, nella Royal Library del Castello di Windsor.
Nel complesso di rispondenze tra il soffitto e le lunette laterali la Poesia s'inserisce nell'asse della parete nord, con Apollo e Marsia e il Parnaso.
| Parete | Immagine | Tondo  | Immagine | Riquadro        | Immagine | Lunetta | Elemento | Putto |
| ------ | -------- | ------ | -------- | --------------- | -------- | ------- | -------- | ----- |
| Nord   |          | Poesia |          | Apollo e Marsia |          | Parnaso | Aria     | Fuoco |

La mancata corrispondenza tra putto ed elemento dominante della serie è ascritta a un cambiamento del programma decorativo in corso d'opera.